# Óscar Molina
Óscar Molina Casillas (ur. 2 stycznia 1990 w Los Angeles) – meksykański bokser, srebrny medalista igrzysk panamerykańskich.
Sukcesy zaczął odnosić już w wieku juniorskim. W 2008 w Guadalajarze został mistrzem świata juniorów w wadze półśredniej. W roku 2010 zdobył srebrny medal na Igrzyskach Ameryki Centralnej i Karaibów (w finale przegrał z Portorykańczykiem Cristianem Peguero).
W 2011 reprezentował Meksyk na Mistrzostwach Świata w Baku. W pierwszej walce przegrał z reprezentantem Kolumbii Gabrielem Maestre. Dwa tygodnie później wystąpił na Igrzyskach Panamerykańskich w Gudalajarze w wadze półśredniej. W pierwszej walce pokonał Carlosa Sancheza z Ekwadoru, w półfinale wygrał z Kanadyjczykiem Mian-Imtiazem Hussainem a w finale przegrał na punkty z Kubańczykiem Carlosem Banteaux zdobywając srebrny medal.
W maju 2012 w Rio de Janeiro uzyskał kwalifikację do Igrzysk Olimpijskich w Londynie.